# Whitelaw
Whitelaw é uma vila localizada no estado norte-americano de Wisconsin, no Condado de Manitowoc.

## Demografia
Segundo o censo norte-americano de 2000, a sua população era de 730 habitantes.
Em 2006, foi estimada uma população de 730, um aumento de 0 (0.0%).

## Geografia
De acordo com o United States Census Bureau tem uma área de
1,4 km², dos quais 1,4 km² cobertos por terra e 0,0 km² cobertos por água. Whitelaw localiza-se a aproximadamente 261 m acima do nível do mar.

## Localidades na vizinhança
O diagrama seguinte representa as localidades num raio de 16 km ao redor de Whitelaw.